# Trolle-Ljungby skola

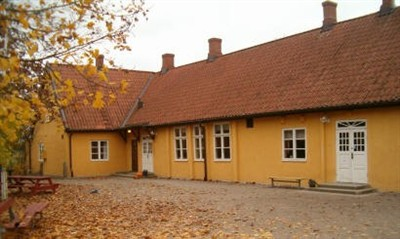
Trolle-Ljungby skola

Trolle-Ljungby skola ligger i Trolle-Ljungby socken, Kristianstad kommun och är byggd 1841. Den är därmed en av Sveriges äldsta bevarade skolor som är i drift. Skolan är ur ett kulturhistoriskt perspektiv sevärd där den ligger i ett område som är klassificeras som "riksantikvariskt intressant" tillsammans med Trolle-Ljungby slott och kyrka. Skolan med sina omkringliggande byggnader och egen väg har bevarats i över 150 år och visar hur en liten "skolby" förr skapades av socknen på samfälld bymark utanför byn. Skolan lades ner som kommunal skola 2009 men drivs sedan 2010 i privat regi. I grannbyn Östra Ljungby (del av gamla T-L socken) finns ett skolmuseum med insamlat material från socknens övriga fyra nedlagda skolor.